# 張楷 (同治進士)
張楷（1843年—1904年），字仲模，湖北蘄水人，清朝政治人物，進士出身。
同治十年（1871年）辛未科進士，改翰林院庶吉士，散館授翰林院編修。累遷至侍講。光緒初年，疏論伊犁事，又請撤總兵周全有卹典，為時所稱。光緒八年，出為浙江金華府知府。因父丧丁憂去官。服闋，補山西汾州府知府，筹治汾阳、平遥两县水利，治狱案多有平反。在任七年，考績為山西最优。調太原府，因母丧丁憂未能上任。服闋，補河南府。調開封府。二十五年（1899年），反對義和團，力陳「邪教不可信，外釁不可開」，当地因此不受战乱纷扰。八国联军入侵京师，创议守防黄河。庚子之乱平定，開缺以道員候補。光緒三十年（1904年）卒。《清史稿》有傳。